# Elecciones federales de Alemania de 2009
Las elecciones federales de Alemania de 2009 tuvieron lugar el día domingo 27 de septiembre de 2009. En ellas, se eligieron los miembros del Bundestag, el parlamento federal de Alemania.
Según el art. 39 de la Constitución alemana, la elección tiene que tener lugar como mínimo 46 y como máximo 48 meses después de la primera reunión del Bundestag en la legislatura anterior. Como ésta tuvo lugar el 18 de octubre de 2005, las elecciones debían celebrarse entre el 18 de agosto y el 18 de octubre de 2009. La fecha exacta fue decidida por el presidente federal, Horst Köhler, en consenso con el gobierno federal y los gobiernos regionales a principios de 2008.

## Candidatos principales
Por la Unión Demócrata Cristiana (CDU) fue Angela Merkel, canciller y presidenta del partido. El candidato del Partido Socialdemócrata (SPD) fue Frank-Walter Steinmeier, vicecanciller y ministro de Asuntos Exteriores. Los Verdes anunciaron que sus candidatos principales serían Renate Künast y Jürgen Trittin, portavoz y viceportavoz del grupo parlamentario verde.
Otros fueron Guido Westerwelle por el FDP, Oskar Lafontaine y Gregor Gysi por La Izquierda y Karl-Theodor zu Guttenberg por la CSU.

## Resultados
Angela Merkel, al frente de la coalición CDU/CSU, se alzó con la victoria en las elecciones, mejorando el número de escaños obtenidos en 2005. Gobernó en coalición con el Partido Democrático Libre (FDP) de Guido Westerwelle, que obtuvo 32 escaños más que en 2005. El Partido Socialdemócrata (SPD) fue el gran derrotado, ya que perdió 75 escaños. Die Linke y Los Verdes mejoraron sus resultados.
|                                    | Unión Demócrata Cristiana (CDU)                                 | 13,856,674 | 32.0  | -0.6  | 173 | +67 | 11,828,277 | 27.3 | -0.5  | 21  | -53 | 194 | +14 | 31.2 |
|                                    | Partido Socialdemócrata (SPD)                                   | 12,079,758 | 27.9  | -10.5 | 64  | -81 | 9,990,488  | 23.0 | -11.2 | 82  | +5  | 146 | -76 | 23.5 |
|                                    | Partido Democrático Liberal (FDP)                               | 4,076,496  | 9.4   | +4.7  | 0   | ±0  | 6,316,080  | 14.6 | +4.8  | 93  | +32 | 93  | +32 | 15.0 |
|                                    | La Izquierda (DIE LINKE)                                        | 4,791,124  | 11.1  | +3.1  | 16  | +13 | 5,155,933  | 11.9 | +3.2  | 60  | +9  | 76  | +22 | 12.2 |
|                                    | Alianza 90/Los Verdes (GRÜNE)                                   | 3,977,125  | 9.2   | +3.8  | 1   | ±0  | 4,643,272  | 10.7 | +2.6  | 67  | +17 | 68  | +17 | 10.9 |
|                                    | Unión Social Cristiana de Baviera (CSU)                         | 3,191,000  | 7.4   | -0.9  | 45  | +1  | 2,830,238  | 6.5  | -0.9  | 0   | -2  | 45  | -1  | 7.2  |
|                                    |                                                                 |            |       |       |     |     |            |      |       |     |     |     |     |      |
|                                    | Partido Pirata (PIRATEN)                                        | 46,770     | 0.1   | +0.1  | 0   | ±0  | 847,870    | 2.0  | +2.0  | 0   | ±0  | 0   | ±0  | 0    |
|                                    | Partido Nacionaldemócrata (NPD)                                 | 768,442    | 1.8   | -0.0  | 0   | ±0  | 635,525    | 1.5  | -0.1  | 0   | ±0  | 0   | ±0  | 0    |
|                                    | Partido Ser Humano, Medio Ambiente y Protección de los Animales | 16,887     | 0.0   | +0.0  | 0   | ±0  | 230,872    | 0.5  | +0.3  | 0   | ±0  | 0   | ±0  | 0    |
|                                    | Los Republicanos (REP)                                          | 30,061     | 0.1   | -0.0  | 0   | ±0  | 193,396    | 0.4  | -0.1  | 0   | ±0  | 0   | ±0  | 0    |
|                                    | Partido Ecológico-Democrático (ödp)                             | 105,653    | 0.2   | +0.2  | 0   | ±0  | 132,249    | 0.3  | +0.3  | 0   | ±0  | 0   | ±0  | 0    |
|                                    | Partido de las Familias (FAMILIE)                               | 17,848     | 0.0   | -0.1  | 0   | ±0  | 120,718    | 0.3  | -0.1  | 0   | ±0  | 0   | ±0  | 0    |
|                                    | Alianza 21/RRP                                                  | 37,946     | 0.1   | +0.1  | 0   | ±0  | 100,605    | 0.2  | +0.2  | 0   | ±0  | 0   | ±0  | 0    |
|                                    | Partido de los Pensionistas (RENTNER)                           | –          | –     | –     | –   | –   | 56,399     | 0.1  | +0.1  | 0   | ±0  | 0   | ±0  | 0    |
|                                    | Partido de Baviera (BP)                                         | 32,324     | 0.1   | +0.1  | 0   | ±0  | 48,311     | 0.1  | ±0    | 0   | ±0  | 0   | ±0  | 0    |
|                                    | Unión del Pueblo Alemán (DVU)                                   | –          | –     | –     | –   | –   | 45,752     | 0.1  | +0.1  | 0   | ±0  | 0   | ±0  | 0    |
|                                    | Partido de los Cristianos Respetuosos de la Biblia (PBC)        | 12,052     | 0.0   | -0.1  | 0   | ±0  | 40,370     | 0.1  | -0.1  | 0   | ±0  | 0   | ±0  | 0    |
|                                    | Movimiento de Derechos Ciudadanos Solidaridad (BüSo)            | 34,894     | 0.1   | ±0    | 0   | ±0  | 38,706     | 0.1  | ±0    | 0   | ±0  | 0   | ±0  | 0    |
|                                    | Los Violetas - por la Política Espiritual (DIE VIOLETTEN)       | 5,794      | 0.0   | +0.0  | 0   | ±0  | 31,957     | 0.1  | +0.1  | 0   | ±0  | 0   | ±0  | 0    |
|                                    | Partido Marxista-Leninista (MLPD)                               | 17,512     | 0.0   | ±0    | 0   | ±0  | 29,261     | 0.1  | ±0    | 0   | ±0  | 0   | ±0  | 0    |
|                                    | Alianza por Alemania (Volksabstimmung)                          | 2,550      | 0.0   | ±0    | 0   | ±0  | 23,015     | 0.1  | +0.1  | 0   | ±0  | 0   | ±0  | 0    |
|                                    | Electores Libres (FWD)                                          | –          | –     | –     | –   | –   | 11,243     | 0.0  | +0.0  | 0   | ±0  | 0   | ±0  | 0    |
|                                    | Centro Cristiano (CM)                                           | –          | –     | –     | –   | –   | 6,826      | 0.0  | +0.0  | 0   | ±0  | 0   | ±0  | 0    |
|                                    | Partido de Centro (ZENTRUM)                                     | 369        | 0.0   | ±0    | 0   | ±0  | 6,087      | 0.0  | ±0    | 0   | ±0  | 0   | ±0  | 0    |
|                                    | Partido por la Igualdad Social (PSG)                            | –          | –     | –     | –   | –   | 2,957      | 0.0  | ±0    | 0   | ±0  | 0   | ±0  | 0    |
|                                    | Alianza de Centro (ADM)                                         | 396        | 0.0   | +0.0  | 0   | ±0  | 2,889      | 0.0  | +0.0  | 0   | ±0  | 0   | ±0  | 0    |
|                                    | Partido Comunista Alemán (DKP)                                  | 929        | 0.0   | +0.0  | 0   | ±0  | 1,894      | 0.0  | +0.0  | 0   | ±0  | 0   | ±0  | 0    |
|                                    | Unión Libre                                                     | 6,121      | 0.0   | +0.0  | 0   | ±0  | –          | –    | –     | –   | –   | 0   | ±0  | 0    |
|                                    | Grupos electorales e independientes                             | 139,275    | 0.3   | ±0    | 0   | ±0  | –          | –    | –     | –   | –   | 0   | ±0  | 0    |
| Votos en blanco e inválidos        | Votos en blanco e inválidos                                     | 757,575    | —     | —     | —   | —   | 634,385    | —    | —     | —   | —   | —   | —   | —    |
| Totales                            | Totales                                                         | 44,005,575 | 100.0 | ±0.0  | 299 | ±0  | 44,005,575 | 100  | ±0.0  | 323 | +8  | 622 | +8  | ±0   |
| Votantes registrados/Participación | Votantes registrados/Participación                              | 62,168,489 | 70.8  | —     | —   | —   | 62,168,489 | 70.8 | —     | —   | —   | —   | —   | —    |
| Fuente: Federal Returning Officer  |                                                                 |            |       |       |     |     |            |      |       |     |     |     |     |      |

### Resultados por estado
| Estado                            | CDU/CSU | SPD   | FDP   | Die Linke | Los Verdes | Otros |
| Baden-Wurtemberg                  | 34,5%   | 19,3% | 18,8% | 7,2%      | 13,9%      | 6,3%  |
| Baviera                           | 42,6%   | 16,8% | 14,7% | 6,5%      | 10,8%      | 8,6%  |
| Berlín                            | 22,8%   | 20,2% | 11,5% | 20,2%     | 17,4%      | 7,9%  |
| Brandeburgo                       | 23,6%   | 25,1% | 9,3%  | 28,5%     | 6,1%       | 7,4%  |
| Bremen                            | 23,9%   | 30,3% | 10,6% | 14,2%     | 15,4%      | 5,6%  |
| Hamburgo                          | 27,9%   | 27,4% | 13,2% | 11,2%     | 15,6%      | 4,7%  |
| Hesse                             | 32,2%   | 25,6% | 16,6% | 8,5%      | 12,0%      | 5,1%  |
| Mecklemburgo-Pomerania Occidental | 33,2%   | 16,6% | 9,8%  | 29,0%     | 5,5%       | 5,9%  |
| Baja Sajonia                      | 33,2%   | 29,3% | 13,3% | 8,6%      | 10,7%      | 4,9%  |
| Renania del Norte-Westfalia       | 33,1%   | 28,5% | 14,9% | 8,4%      | 10,1%      | 5,0%  |
| Renania-Palatinado                | 35,0%   | 23,8% | 16,6% | 9,4%      | 9,7%       | 5,5%  |
| Sarre                             | 30,7%   | 24,7% | 11,9% | 21,2%     | 6,8%       | 4,7%  |
| Sajonia                           | 35,6%   | 14,6% | 13,3% | 24,5%     | 6,7%       | 5,3%  |
| Sajonia-Anhalt                    | 30,1%   | 16,9% | 10,3% | 32,4%     | 5,1%       | 5,2%  |
| Schleswig-Holstein                | 32,2%   | 26,8% | 16,3% | 7,9%      | 12,7%      | 4,1%  |
| Turingia                          | 31,2%   | 17,6% | 9,8%  | 28,8%     | 6,0%       | 6,6%  |

Fuente: Bundeswahlleiter